# Mallodonhoplus nobilis
Mallodonhoplus nobilis är en skalbaggsart som beskrevs av Thomson 1860. Mallodonhoplus nobilis ingår i släktet Mallodonhoplus och familjen långhorningar.
Artens utbredningsområde är Venezuela. Inga underarter finns listade i Catalogue of Life.